# Episodi di Tartarughe Ninja alla riscossa
La voce riporta la lista degli episodi della serie Tartarughe Ninja alla riscossa.

## Lista degli episodi

### Stagione 1
| n° (serie) | n° (stagione) | Titolo italiano                     | Titolo originale                       | Prima TV USA     |
| ---------- | ------------- | ----------------------------------- | -------------------------------------- | ---------------- |
| 001        | 01            | Le insolite tartarughe              | Turtle Tracks                          | 11 dicembre 1987 |
| 002        | 02            | Shredder il terribile               | Enter the Shredder                     | 18 dicembre 1987 |
| 003        | 03            | I topi robot                        | A Thing About Rats                     | 1º gennaio 1988  |
| 004        | 04            | I Neutrini                          | Hot-Rodding Teenagers from Dimension X | 8 gennaio 1988   |
| 005        | 05            | Shredder e Splinter faccia a faccia | Shredder & Splintered                  | 15 gennaio 1988  |

### Stagione 2
| n° (serie) | n° (stagione) | Titolo italiano                | Titolo originale                 | Prima TV USA     |
| ---------- | ------------- | ------------------------------ | -------------------------------- | ---------------- |
| 006        | 01            | Il ritorno di Shredder         | Return of the Shredder           | 1º ottobre 1988  |
| 007        | 02            | Il potere dei Tre Frammenti    | The Incredible Shrinking Turtles | 8 ottobre 1988   |
| 008        | 03            | Una pianta...pericolosa        | It Came From Beneath The Sewers  | 15 ottobre 1988  |
| 009        | 04            | Shredder e il computer         | The Mean Machines                | 22 ottobre 1988  |
| 010        | 05            | L'occhio di Sarnoth            | Curse of The Evil Eye            | 29 ottobre 1988  |
| 011        | 06            | Il caso delle Tre Pizze        | The Case Of The Killer Pizzas    | 5 novembre 1988  |
| 012        | 07            | La mutazione di Baxter         | Enter: The Fly                   | 12 novembre 1988 |
| 013        | 08            | L'invasione delle rane mutanti | Invasion of the Punk Frogs       | 19 novembre 1988 |
| 014        | 09            | L'incantesimo di mezzanotte    | Splinter No More                 | 26 novembre 1988 |
| 015        | 10            | Il più bello di New York       | New York's Shiniest              | 3 dicembre 1988  |
| 016        | 11            | Il ritorno dei Neutrini        | Teenagers From Dimension X       | 10 dicembre 1988 |
| 017        | 12            | La donna gatto                 | The Cat Woman from Channel Six   | 17 dicembre 1988 |
| 018        | 13            | Il ritorno del Tecnodromo      | Return of the Technodrome        | 24 dicembre 1988 |

### Stagione 3
| n° (serie) | n° (stagione) | Titolo italiano                  | Titolo originale                   | Prima TV USA     |
| ---------- | ------------- | -------------------------------- | ---------------------------------- | ---------------- |
| 019        | 01            | Pericolo sotterraneo             | Beneath These Streets              | 19 ottobre 1989  |
| 020        | 02            | Processo alle tartarughe         | Turtles on Trial                   | 20 ottobre 1989  |
| 021        | 03            | Operazione Irma                  | Attack Of The 50-Foot Irma         | 23 ottobre 1989  |
| 022        | 04            | Il Criceto Maltese               | The Maltese Hamster                | 24 ottobre 1989  |
| 023        | 05            | Tartarughe nel cielo             | Sky Turtles                        | 25 ottobre 1989  |
| 024        | 06            | Scambio di cervelli              | The Old Switcheroo                 | 26 ottobre 1989  |
| 025        | 07            | Il vero giornalista              | Burne's Blues                      | 27 ottobre 1989  |
| 026        | 08            | La quinta tartaruga              | The Fifth Turtle                   | 30 ottobre 1989  |
| 027        | 09            | Sua maestà il Re dei Topi        | Enter the Rat King                 | 31 ottobre 1989  |
| 028        | 10            | Tartarughe al centro della Terra | Turtles At the Earth's Core        | 1º novembre 1989 |
| 029        | 11            | April e la sua sosia             | April Fool                         | 2 novembre 1989  |
| 030        | 12            | Il grande Macc all'attacco       | Attack of Big MACC                 | 3 novembre 1989  |
| 031        | 13            | La spada Bidimensionale          | The Ninja Sword of Nowhere         | 6 novembre 1989  |
| 032        | 14            | L'inondazione                    | 20,000 Leaks Under the City        | 7 novembre 1989  |
| 033        | 15            | Chi è il capo?                   | Take Me to Your Leader             | 8 novembre 1989  |
| 034        | 16            | I quattro tartarughieri          | Four Musketurtles                  | 9 novembre 1989  |
| 035        | 17            | Il ratto delle tartarughe        | Turtles, Turtles Everywhere        | 10 novembre 1989 |
| 036        | 18            | Michelangelo e il suo doppio     | Cowabunga Shredhead                | 13 novembre 1989 |
| 037        | 19            | Il giocattolo venuto da Antares  | Invasion of the Turtle Snatchers   | 14 novembre 1989 |
| 038        | 20            | Videosequestro                   | Camera Bugged                      | 15 novembre 1989 |
| 039        | 21            | La gelosia che pazzia            | Green with Jealousy                | 16 novembre 1989 |
| 040        | 22            | Il ritorno della Mosca           | Return of the Fly                  | 17 novembre 1989 |
| 041        | 23            | Casey Jones, eroe fuorilegge     | Casey Jones: Outlaw Hero           | 20 novembre 1989 |
| 042        | 24            | Doppio mostro                    | Mutagen Monster                    | 21 novembre 1989 |
| 043        | 25            | Rapitori aziendali               | Corporate Raiders from Dimension X | 22 novembre 1989 |
| 044        | 26            | Pizzeria da Shredder             | Pizza By the Shred                 | 23 novembre 1989 |
| 045        | 27            | Super Rocksteady e Mega Bebop    | Super Bebop and Mighty Rocksteady  | 24 novembre 1989 |
| 046        | 28            | Amore e Fior di Loto             | Beware the Lotus                   | 27 novembre 1989 |
| 047        | 29            | L'amnesia di Splinter            | Blast from the Past                | 28 novembre 1989 |
| 048        | 30            | Il terrore delle paludi          | Leatherhead: Terror of the Swamp   | 29 novembre 1989 |
| 049        | 31            | Il compleanno di Michelangelo    | Michaelangelo's Birthday           | 30 novembre 1989 |
| 050        | 32            | Un nuovo amico                   | Usagi Yojimbo                      | 1º dicembre 1989 |
| 051        | 33            | Il Kimono rubato                 | Case of the Hot Kimono             | 4 dicembre 1989  |
| 052        | 34            | Usagi alla scoperta del mondo    | Usagi Come Home                    | 5 dicembre 1989  |
| 053        | 35            | Il Tarta-Robot                   | The Making of Metalhead            | 6 dicembre 1989  |
| 054        | 36            | Un gas pericoloso                | Leatherhead Meets the Rat King     | 7 dicembre 1989  |
| 055        | 37            | Sterminatori di tartarughe       | The Turtle Terminator              | 8 dicembre 1989  |
| 056        | 38            | Il grande Boldinì                | The Great Boldini                  | 11 dicembre 1989 |
| 057        | 39            | La mappa rubata                  | The Missing Map                    | 12 dicembre 1989 |
| 058        | 40            | Meglio essere tartarughe         | The Gang's All Here                | 13 dicembre 1989 |
| 059        | 41            | Il Grybyx                        | The Grybyx                         | 14 dicembre 1989 |
| 060        | 42            | Il signor Ogg va in città        | Mr. Ogg Goes to Town               | 15 dicembre 1989 |
| 061        | 43            | Shredderville                    | Shredderville                      | 18 dicembre 1989 |
| 062        | 44            | Ciao ciao Mosca                  | Bye, Bye Fly                       | 19 dicembre 1989 |
| 063        | 45            | Buio sul Tecnodromo              | The Big Rip-Off                    | 20 dicembre 1989 |
| 064        | 46            | La grande irruzione              | The Big Break-In                   | 21 dicembre 1989 |
| 065        | 47            | Il grande fallimento             | The Big Blow Out                   | 22 dicembre 1989 |

### Stagione 4
| n° (serie) | n° (stagione) | Titolo italiano                        | Titolo originale                          | Prima TV USA      |
| ---------- | ------------- | -------------------------------------- | ----------------------------------------- | ----------------- |
| 066        | 01            | Attacco dallo spazio                   | Plan Six from Outer Space                 | 10 settembre 1990 |
| 067        | 02            | Donatello nella giungla                | Turtles of the Jungle                     | 11 settembre 1990 |
| 068        | 03            | Michelangelo alla fiera del giocattolo | Michaelangelo Toys Around                 | 12 settembre 1990 |
| 069        | 04            | I guerrieri di Marmo                   | Peking Turtle                             | 13 settembre 1990 |
| 070        | 05            | La mamma di Shredder                   | Shredder's Mom                            | 14 settembre 1990 |
| 071        | 06            | Quattro tartarughe e una bimba         | Four Turtles and a Baby                   | 17 settembre 1990 |
| 072        | 07            | Il collezionista matto                 | Turtlemaniac                              | 18 settembre 1990 |
| 073        | 08            | La sostanza magica                     | Rondo in New York                         | 19 settembre 1990 |
| 074        | 09            | Il pianeta delle tartarughe            | Planet of the Turtles                     | 20 settembre 1990 |
| 075        | 10            | La melodia che fermò Krang             | Name That Toon                            | 21 settembre 1990 |
| 076        | 11            | Musica maestro, prego                  | Menace, Maestro Please                    | 24 settembre 1990 |
| 077        | 12            | Supereroe per un giorno                | Super Hero for a Day                      | 25 settembre 1990 |
| 078        | 13            | Ritorno al passato                     | Back to the Egg                           | 26 settembre 1990 |
| 079        | 14            | Il ritorno della Mosca 2               | Son of Return of the Fly II               | 8 settembre 1990  |
| 080        | 15            | Le misteriose sparizioni               | Raphael Knocks 'em Dead                   | 8 settembre 1990  |
| 081        | 16            | Alla conquista dell'Universo           | Bebop and Rocksteady Conquer the Universe | 15 settembre 1990 |
| 082        | 17            | Una festa con sorpresa                 | Raphael Meets His Match                   | 15 settembre 1990 |
| 083        | 18            | Flagello la tartaruga cattiva          | Slash - The Evil Turtle from Dimension X  | 22 settembre 1990 |
| 084        | 19            | Cambio di personalità                  | Leonardo Lightens Up                      | 22 settembre 1990 |
| 085        | 20            | I topi di canale 6                     | Were-Rats from Channel 6                  | 29 settembre 1990 |
| 086        | 21            | Hanno rimpicciolito Michelangelo!      | Funny, They Shrunk Michelangelo           | 29 settembre 1990 |
| 087        | 22            | L'attacco del grande Zipp              | The Big Zipp Attack                       | 6 ottobre 1990    |
| 088        | 23            | Donatello ferma il tempo               | Donatello Makes Time                      | 6 ottobre 1990    |
| 089        | 24            | Addio Fior Di Loto                     | Farewell, Lotus Blossom                   | 13 ottobre 1990   |
| 090        | 25            | Ribelle senza pinna                    | Rebel Without a Fin                       | 13 ottobre 1990   |
| 091        | 26            | Bebop e Rocksteady supereroi           | Rhino-Man                                 | 20 ottobre 1990   |
| 092        | 27            | Michelangelo incontra Bugman           | Michaelangelo Meets Bugman                | 20 ottobre 1990   |
| 093        | 28            | Povera, piccola tartaruga              | Poor Little Rich Turtle                   | 27 ottobre 1990   |
| 094        | 29            | Bravo Michelangelo!                    | What's Michelangelo Good For?             | 27 ottobre 1990   |
| 095        | 30            | La Dimensione X                        | The Dimension X Story                     | 3 novembre 1990   |
| 096        | 31            | La laurea di Donatello                 | Donatello's Degree                        | 3 novembre 1990   |
| 097        | 32            | Il furto dei gemelli                   | The Big Cufflink Caper!                   | 14 settembre 1990 |
| 098        | 33            | Leonardo contro Tempestra              | Leonardo vs. Tempestra                    | 10 novembre 1990  |
| 099        | 34            | Splinter se ne va                      | Splinter Vanishes                         | 17 novembre 1990  |
| 100        | 35            | Raffaello tassista novello             | Raphael Drives 'em Wild                   | 17 novembre 1990  |
| 101        | 36            | Gli incontri ravvicinati               | Beyond the Donatello Nebula               | 24 novembre 1990  |
| 102        | 37            | Gli insetti giganti                    | Big Bug Blunder                           | 24 novembre 1990  |
| 103        | 38            | La rivolta dei Soldati del Piede       | The Foot Soldiers are Revolting           | 1º dicembre 1990  |
| 104        | 39            | Oggetto non identificato               | Unidentified Flying Leonardo              | 1º dicembre 1990  |
| 105        | 40            | La tartaruga e la lepre                | The Turtles and the Hare                  | 28 marzo 1991     |
| 106        | 41            | C'era una volta                        | Once Upon a Time Machine                  | 29 marzo 1991     |

### Stagione 5
| n° (serie) | n° (stagione) | Titolo italiano                           | Titolo originale                          | Prima TV USA      |
| ---------- | ------------- | ----------------------------------------- | ----------------------------------------- | ----------------- |
| 107        | 01            | Mio fratello, il cattivo                  | My Brother, the Bad Guy                   | 21 settembre 1991 |
| 108        | 02            | Amici per la pelle                        | Michelangelo Meets Mondo Gecko            | 21 settembre 1991 |
| 109        | 03            | Seymor il mutante                         | Enter Mutagen Man                         | 28 settembre 1991 |
| 110        | 04            | Tempi duri per Donatello                  | Donatello's Bad Time                      | 28 settembre 1991 |
| 111        | 05            | Il ritorno di Bugman                      | Michaelangelo Meets Bugman Again          | 5 ottobre 1991    |
| 112        | 06            | La vendetta di Muckman                    | Muckman Messes Up                         | 5 ottobre 1991    |
| 113        | 07            | Il colosso delle paludi                   | Napoleon Bonafrog: Colossus of the Swamps | 12 ottobre 1991   |
| 114        | 08            | Raffaello contro il Vulcano               | Raphael Versus The Volcano                | 12 ottobre 1991   |
| 115        | 09            | Il signore delle Mosche                   | Landlord of the Flies                     | 19 ottobre 1991   |
| 116        | 10            | Il duplicato di Donatello                 | Donatello's Duplicate                     | 19 ottobre 1991   |
| 117        | 11            | Il gigante di ghiaccio                    | The Ice Creature Cometh                   | 2 novembre 1991   |
| 118        | 12            | Tartarughe in palestra                    | Leonardo Cuts Loose                       | 2 novembre 1991   |
| 119        | 13            | La radio pirata                           | Pirate Radio                              | 9 novembre 1991   |
| 120        | 14            | La tartaruga dai Mille Volti              | Raphael, Turtle Of A Thousand Faces       | 9 novembre 1991   |
| 121        | 15            | Rinascita di una tartaruga                | Leonardo, Renaissance Turtle              | 16 novembre 1991  |
| 122        | 16            | Zach e gli Alien Invaders                 | Zach and the Alien Invaders               | 23 novembre 1991  |
| 123        | 17            | Bentornato Polarizoide                    | Welcome Back, Polarisoids                 | 30 novembre 1991  |
| 124        | 18            | Michelangelo la tartaruga sacra           | Michelangelo, the Sacred Turtle           | 7 dicembre 1991   |
| 125        | 19            | Il pianeta dei Tartaroidi (prima parte)   | Planet of the Turtleoids: Part 1          | 31 agosto 1991    |
| 126        | 20            | Il pianeta dei Tartaroidi (seconda parte) | Planet of the Turtleoids: Part 2          | 31 agosto 1991    |

### Stagione 6
| n° (serie) | n° (stagione) | Titolo italiano                 | Titolo originale             | Prima TV USA      |
| ---------- | ------------- | ------------------------------- | ---------------------------- | ----------------- |
| 127        | 01            | L'invasione delle rocce viventi | Rock Around the Block        | 12 settembre 1992 |
| 128        | 02            | Krankestein è vivo              | Krangenstein Lives!          | 19 settembre 1992 |
| 129        | 03            | Super Irma                      | Super Irma                   | 26 settembre 1992 |
| 130        | 04            | Le avventure della Tarta-Sitter | Adventures in Turtle-Sitting | 3 ottobre 1992    |
| 131        | 05            | La spada di Yurikawa            | Sword of Yurikawa            | 10 ottobre 1992   |
| 132        | 06            | Il ritorno di Kirma             | Return of the Turtleoids     | 17 ottobre 1992   |
| 133        | 07            | La vendetta di Shreeka          | Shreeka's Revenge            | 24 ottobre 1992   |
| 134        | 08            | Una terra bollente              | Too Hot to Handle            | 31 ottobre 1992   |
| 135        | 09            | Incubi su incubi                | Nightmare in the Lair        | 7 novembre 1992   |
| 136        | 10            | Il fantasma                     | Phantom of the Sewers        | 14 novembre 1992  |
| 137        | 11            | Donatello sconfigge Slash       | Donatello Trashes Slash      | 21 novembre 1992  |
| 138        | 12            | Leonardo è scomparso!           | Leonardo is Missing          | 28 novembre 1992  |
| 139        | 13            | Serpenti vivi                   | Snakes Alive!                | 5 dicembre 1992   |
| 140        | 14            | Polly vuole pizza               | Polly Wanna Pizza            | 12 dicembre 1992  |
| 141        | 15            | Mister Tutto Miele              | Mr. Nice Guy                 | 19 dicembre 1992  |
| 142        | 16            | Il detective è sulle tracce     | Sleuth on the Loose          | 22 dicembre 1992  |

### Stagione 7
| n° (serie) | n° (stagione) | Titolo italiano                   | Titolo originale                         | Prima TV USA      |
| ---------- | ------------- | --------------------------------- | ---------------------------------------- | ----------------- |
| 143        | 01            | La torre calamita                 | Tower of Power                           | 13 settembre 1993 |
| 144        | 02            | Ruggine su Parigi                 | Rust Never Sleeps                        | 14 settembre 1993 |
| 145        | 03            | Pericolo sulla neve               | A Real Snow Job                          | 14 settembre 1993 |
| 146        | 04            | Grosso guaio a Venezia            | Venice on a Half Shell                   | 15 settembre 1993 |
| 147        | 05            | Capolavori in pericolo            | Artless                                  | 15 settembre 1993 |
| 148        | 06            | Un raggio di fuoco                | Ring of Fire                             | 16 settembre 1993 |
| 149        | 07            | L'arcobaleno sull'Irlanda         | The Irish Jig is Up                      | 16 settembre 1993 |
| 150        | 08            | Un sogno lungo un giorno          | Shredder's New Sword                     | 17 settembre 1993 |
| 151        | 09            | La regina di Atlantide            | The Lost Queen of Atlantis               | 17 settembre 1993 |
| 152        | 10            | L'Orient Express                  | Turtles on the Orient Express            | 20 settembre 1993 |
| 153        | 11            | Avventura Olandese                | April Gets in Dutch                      | 20 settembre 1993 |
| 154        | 12            | Ghiaccio, Vichinghi e Vulcani     | Northern Lights Out                      | 21 settembre 1993 |
| 155        | 13            | Mie care tartarughe               | Elementary, My Dear Turtle               | 21 settembre 1993 |
| 156        | 14            | La notte della tartaruga nera     | Night of the Dark Turtle                 | 18 settembre 1993 |
| 157        | 15            | Il bambino stellare               | The Starchild                            | 25 settembre 1993 |
| 158        | 16            | La leggenda di Koji               | The Legend of Koji                       | 2 ottobre 1993    |
| 159        | 17            | Carcerati della Dimensione X      | Convicts from Dimension X                | 9 ottobre 1993    |
| 160        | 18            | Cintura bianca, cuore nero        | White Belt, Black Heart                  | 16 ottobre 1993   |
| 161        | 19            | La notte dei mostri               | Night of the Rogues                      | 23 ottobre 1993   |
| 162        | 20            | L'attacco dei Neutrini            | Attack of the Neutrinos                  | 30 ottobre 1993   |
| 163        | 21            | Fuga dal pianeta dei Tartarugoidi | Escape from the Plant of the Turtleloids | 6 novembre 1993   |
| 164        | 22            | La vendetta della Mosca           | Revenge of the Fly                       | 13 novembre 1993  |
| 165        | 23            | Il risveglio di Atlantide         | Atlantis Awakes                          | 20 novembre 1993  |
| 166        | 24            | L'acchiappamutanti                | Dirk Savage: Mutant Hunter               | 27 novembre 1993  |
| 167        | 25            | L'Invasione dei Krangazoidi       | Invasion of the Krangezoids              | 4 dicembre 1993   |
| 168        | 26            | Sfida al parco giochi             | Combat Land                              | 11 dicembre 1993  |
| 169        | 27            | Il trionfo di Shredder            | Shredder Triumphant                      | 18 dicembre 1993  |

### Stagione 8
| n° (serie) | n° (stagione) | Titolo italiano            | Titolo originale          | Prima TV USA      |
| ---------- | ------------- | -------------------------- | ------------------------- | ----------------- |
| 170        | 01            | A caccia di Shredder       | Get Shredder!             | 17 settembre 1994 |
| 171        | 02            | L'ira del Re dei Topi      | Wrath of the Rat King     | 24 settembre 1994 |
| 172        | 03            | Conto corrente             | State of Shock            | 1º ottobre 1994   |
| 173        | 04            | Mutanti all'attacco        | Cry H.A.V.O.C.!           | 8 ottobre 1994    |
| 174        | 05            | Un mostro di energia       | H.A.V.O.C. in the Streets | 15 ottobre 1994   |
| 175        | 06            | Krakus                     | Enter: Krakus             | 22 ottobre 1994   |
| 176        | 07            | Le cyber tartarughe        | Cyber-Turtles             | 29 ottobre 1994   |
| 177        | 08            | Viaggio nella Dimensione X | Turtle Trek               | 5 novembre 1994   |

### Stagione 9
| n° (serie) | n° (stagione) | Titolo italiano                  | Titolo originale    | Prima TV USA      |
| ---------- | ------------- | -------------------------------- | ------------------- | ----------------- |
| 178        | 01            | Un nuovo compagno di squadra     | The Unknown Ninja   | 16 settembre 1995 |
| 179        | 02            | Un falso aiuto                   | Dregg of the Earth  | 23 settembre 1995 |
| 180        | 03            | Medusa                           | The Wrath of Medusa | 30 settembre 1995 |
| 181        | 04            | Cervello o muscoli               | The New Mutation    | 7 ottobre 1995    |
| 182        | 05            | Gladiatori galattici             | The Showdown        | 14 ottobre 1995   |
| 183        | 06            | Kronos                           | Split-Second        | 21 ottobre 1995   |
| 184        | 07            | Lo scudo stellare                | Carter the Enforcer | 28 ottobre 1995   |
| 185        | 08            | Doomquest, signore delle tenebre | Doomquest           | 4 novembre 1995   |

### Stagione 10
| n° (serie) | n° (stagione) | Titolo italiano                      | Titolo originale              | Prima TV USA      |
| ---------- | ------------- | ------------------------------------ | ----------------------------- | ----------------- |
| 186        | 01            | Una mutazione indesiderata           | The Return of Dregg           | 14 settembre 1996 |
| 187        | 02            | Un Cocktail pericoloso               | The Beginning of the End      | 21 settembre 1996 |
| 188        | 03            | Il ritorno di Shredder               | The Power of Three            | 28 settembre 1996 |
| 189        | 04            | Viaggio nel tempo                    | A Turtle in Time              | 5 ottobre 1996    |
| 190        | 05            | Tartarughe ninja: passato e presente | Turtles to the Second Power   | 12 ottobre 1996   |
| 191        | 06            | Attacco dalla Dimensione X           | Mobster from Dimension X      | 19 ottobre 1996   |
| 192        | 07            | Il giorno in cui la Terra sparì      | The Day the Earth Disappeared | 26 ottobre 1996   |
| 193        | 08            | L'esoscheletro androide              | Divide and Conquer            | 2 novembre 1996   |